# Carl Einert
Carl Einert (* 31. Dezember 1777 in Leipzig; † 25. Februar 1855 in Dresden) war ein deutscher Rechtswissenschaftler und Jurist. Einert war von 1821 bis 1830 Privatdozent der Rechte an der Universität Leipzig, ab 1828 Vorsitzender des Handelsgerichts in Leipzig und führte seit 1842 als Vizepräsident des Oberappellationsgerichts in Dresden die Direktion des Zivilsenats.

## Leben

### Familie
Sein Vater Christian Gottlob Einert (1747–1823) wurde mehrmals zum Bürgermeister der Stadt Leipzig gewählt und war Beisitzer des Schöffenstuhls sowie Stadtsyndikus. Er heiratete Karoline Friederike Kober (1759–1794), die Mutter von Carl. Sie war Tochter des Stadtkämmerers und kurfürstlichen Floßmeisters in Freiberg Karl Friedrich Kober († 1786). Carls jüngerer Bruder August Einert (1786–1831) wurde Advokat am Oberhofgericht und Konsistorium in Leipzig.

### Beruflicher Werdegang
Einert studierte ab 1794 an der Leipziger Universität Rechtswissenschaften und wurde 1799 Baccalaureus. Er promovierte 1807 an der Leipziger juristischen Fakultät mit der Dissertation De Variis Modis Quibus Concursus Creditorum Finiuntur zum Doktor beider Rechte. Seine Arbeit, er widmete sie dem Rechtswissenschaftler Johannes August Adolph Winter, wurde noch im gleichen Jahr veröffentlicht.
Von 1802 bis 1817 praktizierte er als Advokat in Leipzig und beschäftigte sich dabei schon frühzeitig mit dem im Leipziger Handelsleben bedeutsamen Wechselrecht. In älterer juristischer Fachliteratur, aber auch in zahlreichen Gesetzen war der Wechsel eine Urkunde zwischen Personen, die einen Wechselkontrakt abschlossen. Diese Interpretation vertrat Einert nicht mehr. Für ihn war der Wechsel in der kaufmännischen Praxis ein dem Papiergeld ähnliches Zahlungsmittel geworden war, das auf dem Kredit des Ausstellers beruht. Diese Auffassung wurde bald allgemein anerkannt. Seit 1816 war Einert Mitglied der Leipziger Juristenfakultät und hielt von 1821 bis 1830 als Privatdozent Vorlesungen über Wechselrecht an der Leipziger Universität. 1824 wurde er Oberhofgerichtsrat und 1828 Vorsitzender des städtischen Handelsgerichts sowie 1831 Ratsherr im Rat der Stadt Leipzig.
1831 berief man ihn nach Dresden in das Landesjustizkollegium. Vier Jahre später wurde Einert zum Geheimen Justizrat für die Zivilgesetzgebung im sächsischen Justizministerium ernannt. 1839 erschien sein Werk Das Wechselrecht nach dem Bedürfniß des Wechselgeschäfts im neunzehnten Jahrhundert, das in juristischen Fachkreisen zu großer Aufmerksamkeit gelangt. Er war Autor einer neuen Wechselordnung, Entwurf einer Wechselordnung für das Königreich Sachsen, die, mit großer Unterstützung des sächsischen Justizminister Julius Traugott von Könneritz, 1841 veröffentlicht und 1845 im Sächsischen Landtag beraten wurde. Bereits 1843 übernahm er als Vizepräsident des Oberappellationsgerichts zu Dresden die Direktion des Zivilsenats und war 1847 Vertreter des Königreiches Sachsen auf einer Wechselrechtskonferenz der Mitgliedsstaaten des Deutschen Bundes in Leipzig. Einert hatte wesentlichen Anteil an einem Wechselgesetzentwurf, der im Jahre 1848 von der Frankfurter Nationalversammlung zum Reichsgesetz erklärt und später sogar als übereinstimmendes Landesrecht in den deutschen Staaten eingeführt wurde.
Carl Einert starb am 25. Februar 1855, im Alter von 77 Jahren, in Dresden. Er war von 1809 bis 1831 Mitglied in der Leipziger Gesellschaft Harmonie.

### Ehe und Nachkommen
Einert heiratete 1813 in Püchau bei Wurzen Henriette Wilhelmine (1791–1860), die Tochter des Geheimen Kammerrates und Oberpostamtsdirektors August Gottlieb Dörrien (1746–1813). Das Paar hatte fünf Kinder, zwei Söhne und drei Töchter. Die beiden Söhne Paul Einert (1815–1890) und Bernhard Einert (1819–1883) wurden wie ihr Vater Juristen und Gerichtsdirektoren in Dresden.

## Veröffentlichungen (Auswahl)
- De Variis Modis Quibus Concursus Creditorum Finiuntur. (Dissertationsschrift), Leipzig 1807.
- Tractatus De Actione Ad Exhibendum Ex Praeceptis Iuris Civilis Romani. (gewidmet Johann Conrad Sickel), Leipzig 1816.
- Meditationes ad jus cambiate. 7 Teile, Leipzig 1824 bis 1830.
- Das Wechselrecht nach dem Bedürfniß des Wechselgeschäfts im neunzehnten Jahrhundert. Leipzig 1839.
- Erörterungen einzelner Materien des Civilrechts. Dresden 1840.
- Entwurf einer Wechselordnung für das Königreich Sachsen. Dresden / Leipzig 1841.
- Ueber das Wesen und die Form des Literalcontracts wie dieser zur Zeit der Justinianeischen Gesetzgebung ausgebildet gewesen und Vergleichung desselben mit dem Wechsel. Leipzig 1852.
- Dr. Carl Einert namentlich in seinen Beziehungen zu der jüngsten Entwickelung des deutschen Wechselrechts dargestellt. Leipzig 1855.